# Clark Price

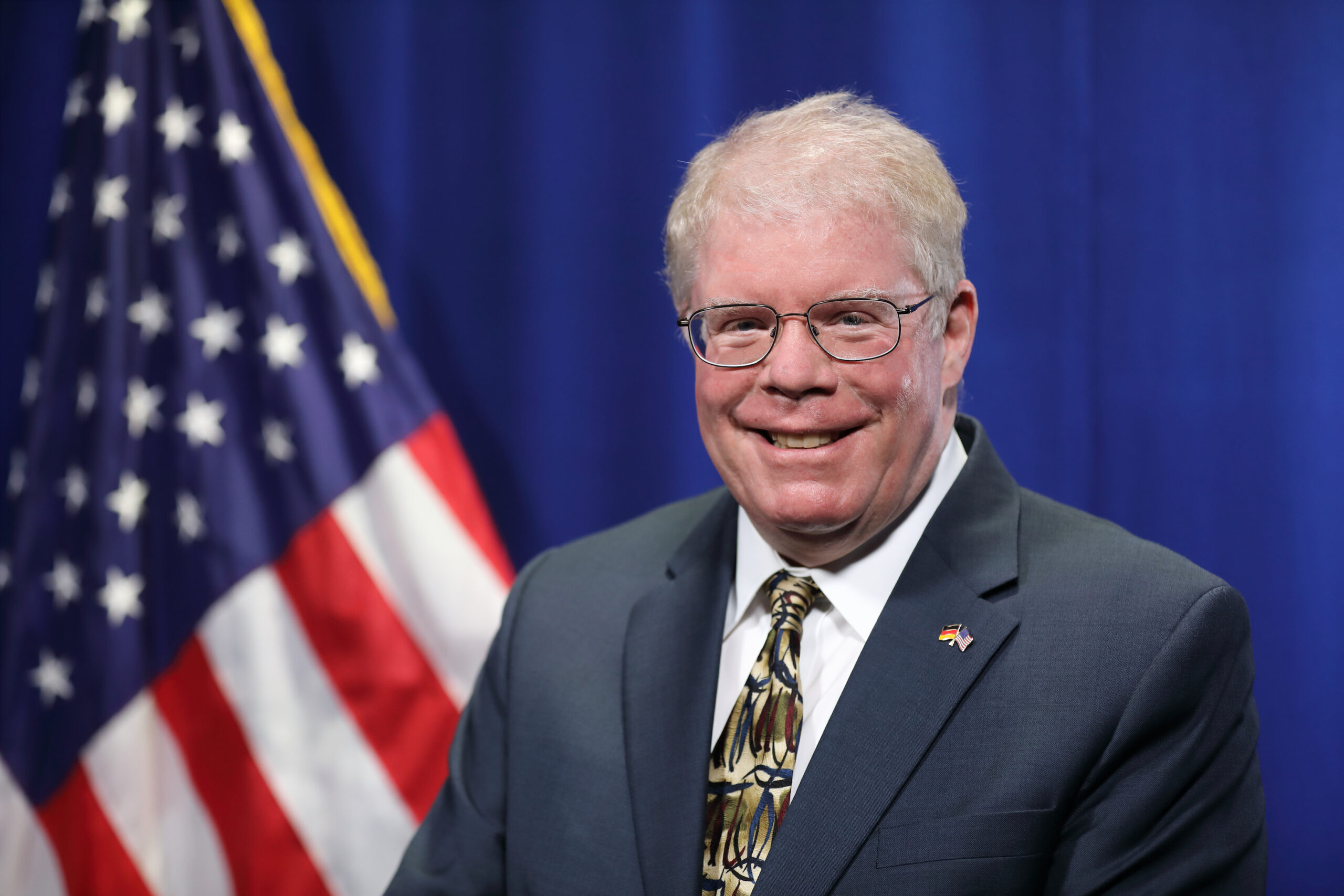
Clark Price

Woodward Clark Price ist ein US-amerikanischer Diplomat und Gesandter an der Botschaft der Vereinigten Staaten in Berlin.
Er ist seit Juni 2021 Gesandter in Deutschland. Bis zur Akkreditierung von Amy Gutmann im Februar 2022 fungierte als Geschäftsträger a. i. der Botschaft. Seit Gutmanns Amtsaufgabe im Juli 2024 fungierte Price erneut kurzzeitig als Geschäftsträger.

## Leben
Price ist Bachelor of Arts der University of Chicago und Master of Arts in Internationalen Beziehungen der School of Advanced International Studies der Johns Hopkins University.
Er spricht Deutsch und Griechisch.

## Laufbahn

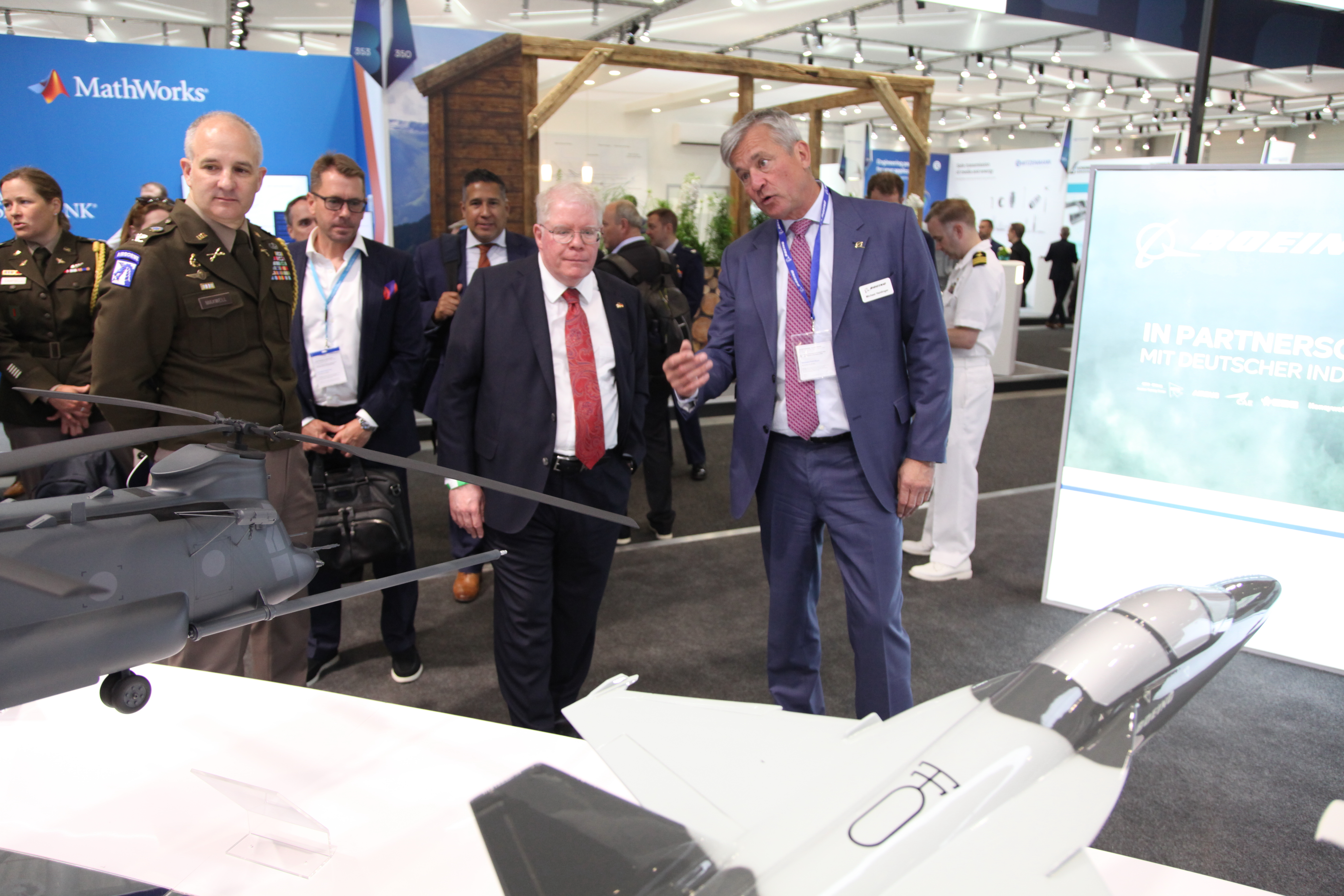
Price als Geschäftsträger der US-Botschaft auf der ILA 2024 (links: Militärattaché Scott Maxwell)

Price begann seine Laufbahn im State Department mit Posten als Wirtschaftsreferent an den Botschaften in Athen, Tel Aviv, Nikosia und Neu-Delhi.
Nach einer Tätigkeit in der Russland-Abteilung im Nationalen Sicherheitsrat war er Stellvertreter des Leiters der Botschaft in Jerewan. Von 2016 bis 2019 war er bereits als Gesandter-Botschaftsrat für Wirtschaft an der Botschaft Berlin eingesetzt. Vor seinem erneuten Eintreffen in Deutschland leitete er im Außenministerium das Referat „Europäische Union und regionale Angelegenheiten“.